# Nagy keresztcsőrű
A nagy keresztcsőrű (Loxia pytyopsittacus) a madarak osztályának verébalakúak (Passeriformes) rendjébe és a pintyfélék (Fringillidae) családjába tartozó faj.

## Előfordulása
Fehéroroszország, Belgium, Dánia, Észtország, Finnország, Németország, Lettország, Litvánia, Hollandia, Norvégia, Lengyelország, Portugália, Oroszország, Svédország, az Egyesült Királyság területén honos. Kóborlásai során Ausztriában, Horvátországban, Franciaországban, Izlandon, Olaszországban, Luxemburgban, Montenegróban, Romániában, Szerbiában és Szlovéniában is előfordul.

## Megjelenése
|  |  |